# Tipula (Lunatipula) ampullifera
Tipula (Lunatipula) ampullifera is een tweevleugelige uit de familie langpootmuggen (Tipulidae). De soort komt voor in het Palearctisch gebied.